# Barro rojo

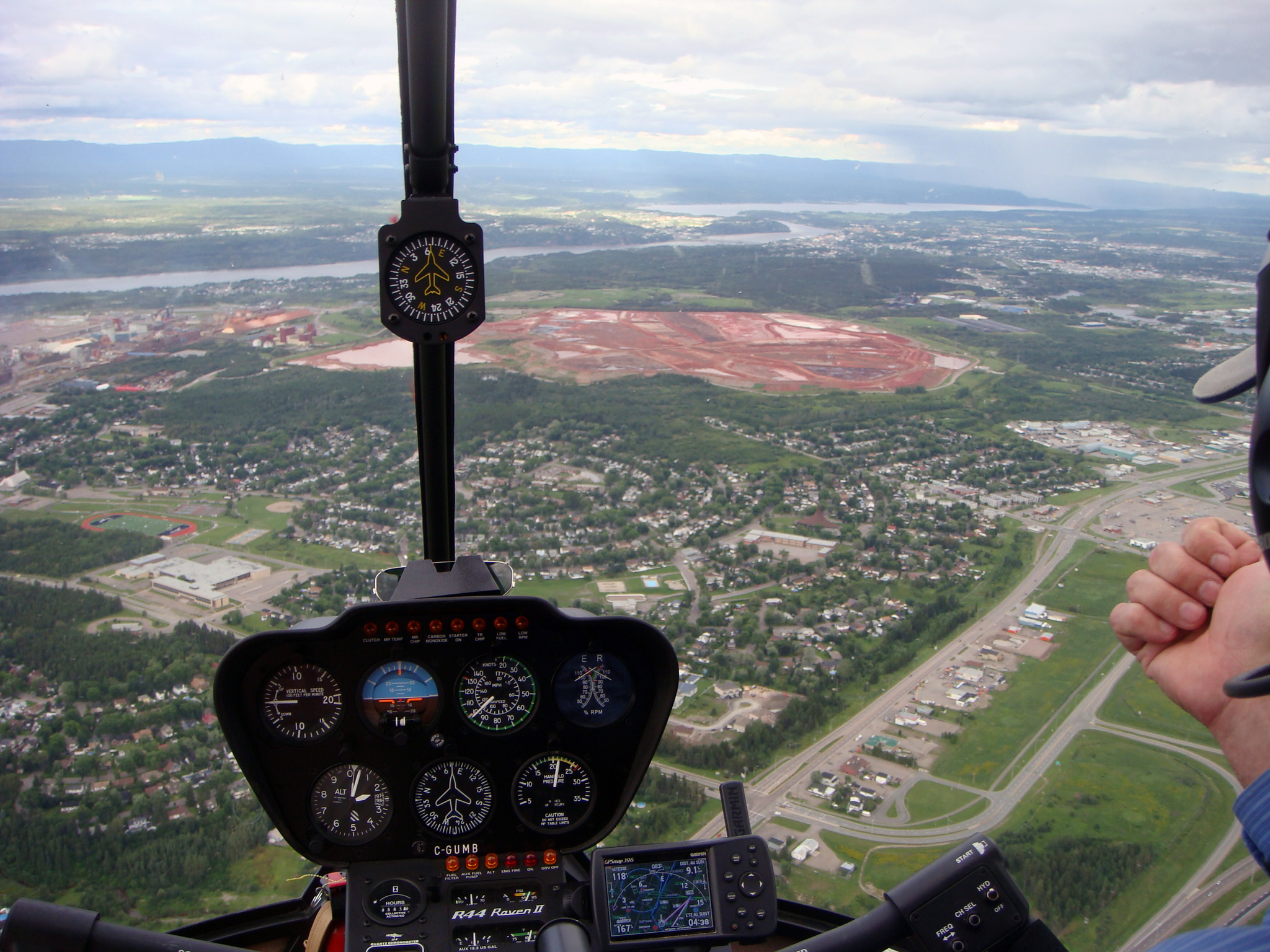
Barro rojo cerca de Arvida, en Quebec, Canadá.

El barro o lodo rojo es un residuo sólido que se genera en el proceso Bayer, el principal método industrial para producir alúmina a partir de bauxita. Una planta media de refinería produce una cantidad de barro rojo de entre una y dos veces la cantidad de alúmina producida, aunque la proporción de lodo generado varía en función del tipo de bauxita usada.
Está compuesto por una mezcla de impurezas sólidas y metálicas, y constituye uno de los problemas de eliminación de residuos más importantes de la industria del aluminio. El característico color rojo se debe a la presencia de hierro oxidado, que puede llegar a representar hasta un 60% de la masa del residuo. Además del hierro, las partículas más abundantes son el sílice, el aluminio y el dióxido de titanio.
El barro rojo no se puede eliminar fácilmente. En la mayoría de los países en los que se genera lodo rojo, éste es almacenado en un depósito o estanque. Presenta el problema de que, cuando ocupa una superficie, esa zona ya no es apta para edificar ni para cultivar, aun cuando el lodo ya se ha secado.
Debido al proceso Bayer, el barro rojo es una sustancia altamente básica, con un pH de entre 10 y 13. Por este motivo, actualmente se emplean varios métodos para rebajar el pH a unos niveles a los que se reduzca su impacto medioambiental y se investiga el modo de utilizar el lodo para otras aplicaciones.